# Daisuke Yamanouchi
Daisuke Yamanouchi (ur. 4 lipca 1972) – japoński producent filmowy, reżyser i scenarzysta. Twórca brutalnych filmów gore, oraz filmów pornograficznych.

## Wybrana filmografia (jako reżyser)
- 2003: Andoroido gaaru Rima: Shirei onna-gokoro o insutooru seyo!
- 2003: Andoroido gaaru Nami: Gekitō!! Onna vanpaia vs Meka-bishōjo
- 2003: Uzuku gibo to musume: Nekojita kurabe
- 2002: Yumeno Maria: Chō-inran onna no shiseikatsu
- 2000: Red Room 2 (Shin akai misshitsu (heya): Kowareta ningyō-tachi)
- 2000: Senketsu no kizuna: Kichiku reipuhan o shinkan saseta shimai
- 2000: Saikyō joshi Kose densetsu: Kyōko vs. Yuki
- 1999: Red Room (Akai misshitsu (heya): Kindan no ōsama geemu)
- 1999: Muzan-e: AV gyaru satsujin bideo wa sonzai shita!
- 1999: Deddo a goo! goo!
- 1999: Shōjo jigoku ichi kyuu kyuu kyuu
- 1998: Onnanoko no heya: O-teire namachuukei!!